# Poza Honda
La represa de Poza Honda es un presa hidráulica construida en la parte alta del río Portoviejo, en la provincia de Manabí, Ecuador. Construida entre 1969 y 1971, se sitúa a 30 kilómetros de la ciudad de Portoviejo.
El dique, de más de 1,2 km de largo, contiene un embalse de más de 100 millones de m³ de agua; se utiliza para la irrigación de un área de 10 mil ha y para la provisión de agua potable a las ciudades de Santa Ana, Portoviejo y Rocafuerte.
Es una presa hidráulica construida en tierra, con un núcleo de arcilla impermeable, con una protección en el talud cara al aire, de 2 carpetas asfálticas tipo sándwich de 2" cada una. La cola del embalse es de aproximadamente de 12,5 km de longitud. Está implantada a 50 km aprox. desde la ciudad de Portoviejo. Tiene una altura de 40 m. Inicialmente tenía una capacidad de embalse de 100 millones de m³, luego de la batimetría realizada en el año 2001 aproxm. se determinó que era de 89 millones.
El vertedero tiene 70 m de longitud y puede evacuar hasta 875 m³/s . El túnel de fondo es de 3 m de diámetro con una longitud de 300 m controlado por 2 válvulas cónicas de 1500 y 500 mm, con capacidad de 30 y 4 m³ respectivamente.
Las cantones servidos son:¨Portoviejo, Manta; Santa Ana, 24 de Mayo, Rocafuerte, Sucre, Jipijapa, Jaramijo.
- Datos: Q9062055